# Otto Färber (Journalist)
Otto Färber (geboren 22. Februar 1892 in Urach; gestorben 15. März 1993 in Telfs-Bairbach) war ein deutscher Journalist und Schriftsteller.

## Leben
Färbers Eltern waren der Diakonus und evangelische Pfarrer Richard Färber und dessen Ehefrau Elisabeth, geb. Schaur. Otto Färber besuchte die Gymnasien in Marbach und das Johannes-Kepler-Gymnasium in Bad Cannstatt, wo er 1909 das Abitur ablegte. Anschließend studierte er zunächst Architektur an der Technischen Hochschule in Stuttgart, was er – ebenso wie eine Priesterausbildung in Freiburg i.Br. – aber abbrach. Das anschließende Studium der Philosophie und Geschichte an der Universität Tübingen beendete er. Er war seit 1912 Mitglied der katholischen Studentenverbindung AV Cheruskia Tübingen und wurde später noch Mitglied der AV Austria Innsbruck, AV Alania Stuttgart und KDStV Nordgau (Prag) Stuttgart. 1912 trat er im Kloster Beuron zum katholischen Glauben über. Im Ersten Weltkrieg wurde er in den Vogesen verwundet und brachte sieben Monate im Lazarett zu. Anschließend kämpfte er an der Ostfront, wo er im Kaukasus in russische Kriegsgefangenschaft geriet. 1918 glückte ihm die Flucht, woraufhin er als Dolmetscher an der Ostfront eingesetzt wurde.
1918 wurde Färber promoviert, anschließend arbeitete er als Sekretär des katholischen Akademikerverbandes in München und als Journalist und Schriftsteller. 1920 heiratete er Margarete Fuchs, aus der Ehe gingen sechs Kinder hervor. Bis 1924 war Färber Mitarbeiter im Generalsekretariat der Bayerischen Volkspartei, bevor er Redakteur für ein katholisches Unterhaltungsblatt und beim Badischen Beobachter in Karlsruhe wurde.
1934 erhielt Färber in Deutschland Publikationsverbot und emigrierte nach Österreich. Von 1934 bis 1937 war er Chef vom Dienst beim Tiroler Anzeiger, 1938 dann Chefredakteur bei einer Zeitschrift des Gewerbeverbands in Wien.
Nach dem sog. „Anschluss“ Österreichs an das Deutsche Reich 1938 war Färber neun Monate im KZ Dachau inhaftiert. Von 1939 bis 1942 arbeitete er als Dolmetscher der Wehrmacht an der Ostfront, bis er krankheitsbedingt nach Deutschland zurückkehrte, wo er in einem „kriegswichtigen“ Betrieb arbeitete und noch im sog. „Volkssturm“ eingesetzt wurde.
Nach dem Zweiten Weltkrieg zählte Otto Färber zu den Mitbegründern der Schwäbischen Landeszeitung in Augsburg. Von 1946 bis 1966 war er Herausgeber und Redakteur der Stuttgarter Nachrichten.
Von 1955 bis 1966 war Färber daneben Honorarkonsul, ab 1962 dann Generalkonsul der Republik Österreich in Stuttgart.

## Auszeichnungen
- 1959: Ritter des Ordens vom Hl. Grab
- 1962: Großes Verdienstkreuz des Verdienstordens d. Bundesrepublik Deutschland am Band

## Veröffentlichungen (Auswahl)
- Studien zur Geschichte des kirchenpolitischen Kampfes unter Ludwig dem Bayern. Freiburg i. B., Phil. Diss. v. 10. Aug. 1918 [1921].
- Das kommende Rußland. Keller, Dillingen-Donau 1920.
- Von Marx bis Lenin: Der Roten Internationale Vergangenheit und Zukunft. Pfeiffer, München 1921 (Politische Zeitfragen; 3, 1).
- unter dem Pseudonym Robert Ferling: Glühende Ketten: Roman. Scholze, Leipzig 1926.
- Krieg dem Frieden: Original-Roman. Scholze, Leipzig 1927.
- Tiere am Berg: Mit d. Kamera erjagt. Ullstein, Berlin u. a. 1963.
- Der Papst im Bergwerk. Rauch, Innsbruck 1967.
- Nachtgespenster: Fotojagd auf Eulen. Landbuch-Verlag, Hannover 1974, ISBN 3-7842-0118-0.
- Gott der Scherbenflicker: Erkenntnisse und Bekenntnisse. Färber, Eiben-Verlag, Leutkirch 1983, ISBN 3-924134-00-6.